# 訃報 1987年3月
訃報 1987年3月（ふほう 1987ねん3がつ）では、1987年（昭和62年）3月中に物故した、又は物故が報じられた人物についてまとめる。

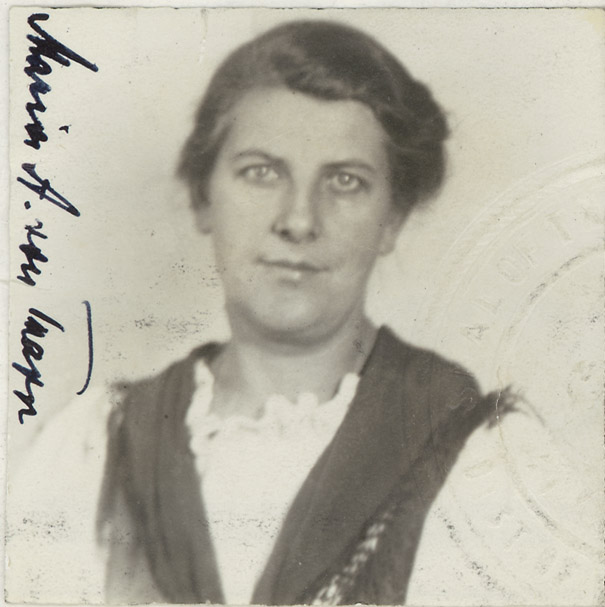
マリア・フォン・トラップ / 3月28日没

## （1日 - 15日）
- 3月1日 - 小坂佳隆[1]、元プロ野球選手（* 1935年）
- 3月2日 - ランドルフ・スコット、俳優（* 1898年）
- 3月3日 - ダニー・ケイ、俳優・歌手・コメディアン（* 1911年）
- 3月4日 - 小川忠彦、料理人（* 1944年）
- 3月4日 - 北村西望、彫刻家（* 1884年）
- 3月11日 - 水野康孝、作曲家・声楽家・元岡山大学教育学部長（* 1897年）
- 3月12日 - 鈴木三重子、歌手（* 1931年）
- 3月13日 - エト邦枝、歌手（* 1916年）
- 3月13日 - ジェラルド・ムーア、ピアニスト（* 1899年）

## （16日 - 31日）
- 3月19日 - ルイ・ド・ブロイ、物理学者（* 1892年）
- 3月25日 - 伊藤不二男、国際法学者（* 1911年）
- 3月25日 - 役山礼子、社会事業家（* 1927年）
- 3月26日 - オイゲン・ヨッフム、指揮者（* 1902年）
- 3月27日 - 浮田佐武郎、俳優（* 1909年）
- 3月28日 - 初代尾上辰之助、歌舞伎俳優（* 1946年）
- 3月28日 - マリア・フォン・トラップ、歌手（* 1905年）
- 3月31日 - 大久保正信、俳優・声優（* 1922年）